# Dirty Dancing (bande originale)
Pour les articles homonymes, voir Dirty Dancing (homonymie).
Albums de différents artistes
More Dirty Dancing
(1988)
La bande originale du film Dirty Dancing est sortie en août 1987 soit lors de la sortie dans les cinémas américains.
L'album est devenu un succès commercial aux États-Unis, passant dix-huit semaines à la 1re place du Billboard 200 comptabilisant les ventes d'albums. Mais c'est seulement en 1992 grâce à un engouement suscité par une diffusion télé du film, que ses singles (I've Had) The Time of My Life et She's Like the Wind se classent en France et deviennent des tubes.
L'album original de 1987 s'est vendu à 32 millions d'exemplaires dans le monde et est l'un des albums les plus vendus de tous les temps. Il a donné naissance à un autre album intitulé More Dirty Dancing (1988).
En 2003, l'album Ultime Dirty Dancing a été publié. Ce dernier contient toutes les chansons dans leur ordre d'apparition dans le film. Puis, en 2007, une édition plus complète spéciale 20e anniversaire est sortie. Elle contient deux CDs et un DVD avec les clips.

## Pistes

### Édition originale (1987)
1. (I've Had) The Time of My Life (Bill Medley, Jennifer Warnes) – 4:47
2. Be My Baby (The Ronettes) – 2:37
3. She's Like the Wind (Patrick Swayze) – 3:53
4. Hungry Eyes (Eric Carmen) – 4:06
5. Stay (Maurice Williams and the Zodiacs) – 1:34
6. Yes (Merry Clayton) – 3:15
7. You Don't Own Me (The Blow Monkeys) – 2:59
8. Hey! Baby (Bruce Channel) – 2:21
9. Overload (Alfie Zappacosta) – 3:39
10. Love Is Strange (Mickey & Sylvia) – 2:52
11. Where Are You Tonight? (Tom Johnston) – 3:59
12. In the Still of the Night (The Five Satins) – 3:03

### Édition du20eanniversaire(2007)

#### 1erdisque- CD
1. Be My Baby (The Ronettes)
2. Where Are You Tonight (Tom Johnston)
3. Stay (Maurice Williams & The Zodiacs)
4. Hungry Eyes (Eric Carmen)
5. Overload (Zappacosta)
6. Hey Baby (Bruce Channel)
7. Love Is Strange (Mickey & Sylvia)
8. You Don't Own Me (The Blow Monkeys)
9. Yes (Merry Clayton)
10. In the Still of the Night (The Five Satins)
11. She's Like the Wind (Patrick Swayze)
12. (I've Had) The Time of My Life (Bill Medley & Jennifer Warnes)
13. Big Girls Don't Cry (The Four Seasons)
14. Merengue (Michael Lloyd & Le Disc)
15. Some Kind of Wonderful (The Drifters)
16. Johnny's Mambo (Michael Lloyd & Le Disc)
17. Do You Love Me (The Contours)
18. Love Man (Otis Redding)
19. Gazebo Waltz (Michael Lloyd)
20. Wipe Out (The Surfaris)
21. These Arms of Mine (Otis Redding)
22. De Todo Un Poco (Michael Lloyd & Le Disc)
23. Cry to Me (Solomon Burke)
24. Trot the Fox (Michael Lloyd & Le Disc)
25. Will You Love Me Tomorrow (The Shirelles)
26. Kellerman's Anthem (The Emile Bergstein Chorale)
27. I've Had the Time of My Life [Instrumental] (The John Morris Orchestra)

#### 2edisque- DVD
1. She's Like the Wind clip
2. Yes clip
3. Hungry Eyes clip
4. Do You Love Me clip
5. (I've Had) The Time of My Life clip
6. (I've Had) The Time of My Life version karaoké
7. Galerie de photographies